# Liste der Neckarstaustufen
Die Liste der Neckarstaustufen nennt alle Staustufen am Neckar, einem rechten Nebenfluss des Rheins.

## Schiffbarmachung durch Schleusen
Durch den Einbau von Schleusen und Stauwehren wurde der Neckar im Laufe der 1920er und 1930er Jahre abschnittsweise für die Schifffahrt angepasst. Die vorherige Treidel- und Kettenschifffahrt wurde dadurch abgelöst. Inzwischen sind von insgesamt 367 Kilometern Neckar 203 Kilometer von der Mündung in den Rhein flussaufwärts bis Plochingen für Transportschiffe befahrbar. Momentan ist die maximale Größe der Schiffe auf 105 Meter Länge und 12 Meter Breite begrenzt. Der Neckar wird aber einem Ausbauprogramm unterzogen, welches eine Verlängerung der Schleusenkammern beinhaltet. Die Kammern sind hierbei wenig größer als die Schiffe (zurzeit etwa 110 Meter lang bei 105 Metern maximaler Schiffslänge). Es gibt am Neckar 27 Schleusen, welche eine Mindesttiefe von 2,80 Metern für die Schiffe bieten. Neben der Schleuse Feudenheim mit drei Kammern, haben die meisten anderen Schleusen zwei Kammern. Durch die Schleusen wird ein Erreichen der Neckarhafenstädte Heilbronn, Bad Cannstatt, Stuttgart und Plochingen erst ermöglicht. Der Hafen Mannheim liegt in unmittelbarer Nähe der Neckarmündung, wird aber dem Rhein zugerechnet, da er auch von dessen (ungeregeltem) Wasserstand abhängt.

## Bauabschnitte
Die Planungen für einen Neckarkanal durch Otto Konz wurden ab 1920 mit der Neckarbaudirektion in institutionelle Bahnen gelenkt. 1927 wurde Paul Bonatz mit der Gestaltung der Bauwerke beauftragt. Der Neckar wurde in verschiedenen Bauabschnitten ausgebaut, begonnen wurde im Unterlauf zwischen Mannheim und Heilbronn. Hierbei wurden bis 1935 alle Schleusen zunächst mit einer Kammer gebaut. Die Schleusen Feudenheim und Heidelberg wurden allerdings aus baulichen Gründen gleich mit je zwei Kammern hergestellt. Der Ausbau der zweiten Kammern erfolgte dann Zug um Zug von 1954 bis 1959.
Im Abschnitt von Heilbronn bis Plochingen wurde die Schleuse Aldingen 1942 in Angriff genommen, alle anderen erst nach dem Zweiten Weltkrieg.
Im weiteren Verlauf wurden dann die bis heute bestehenden Bauwerke Neckaraufwärts in Betrieb genommen:
1958 Hafen Stuttgart, bis 1962 die zweite Schleusenkammern in Horkheim, Lauffen und Hessigheim, 1968 die letzte Schleuse (mit nur einer Kammer) in Deizisau und im gleichen Jahr auch der Hafen in Plochingen.

## Art der Schleusen
Die 27 Schleusen am Neckar wurden überwiegend als Doppelschleusen (2 Kammern nebeneinander) konzipiert. Zum Teil wurde erst eine Schleuse gebaut und die zweite vorgesehen, welche später dann eingebaut wurde. Es gibt aber 2 Ausnahmen: Die Schleuse in Feudenheim ist eine Anlage mit einer Doppelschleuse mit Hubtoren, an welche später eine weitere Schleuse angebaut wurde. Somit befinden sich hier inzwischen drei Schleusenkammern. Die neue Schleuse wird zurzeit (2012) verlängert. Die Feudenheimer Anlage ist die unterste am Neckar und die erste, wenn man vom Rhein aus den Fluss befährt. Die oberste Schleuse am Neckar in Deizisau hat nur eine Kammer. Bei einigen Schleusen im oberen Neckar ist lediglich eine Kammer in Betrieb, so beispielsweise in Oberesslingen. Alle Schleusen außer Hessigheim sind Beton/Stahlbeton-Bauwerke.

## Erklärung
- Nr.: Laufende Nummer des Bauwerks.
- Name: Bezeichnung des Bauwerks.
- Ort: Kommunale Lage der Staustufe
- Staat: Bundeslandzugehörigkeit der Staustufe
- Baujahr: Inbetriebnahme der Bauwerke.
- Lage: Neckarkilometrierung ab Rheinmündung.
- Schleusenlänge: Länge der Stauhaltung (Abstand zwischen zwei benachbarten Staustufen) in Kilometern.
- Höhenlage: Höhe des Wasserspiegels über Normalnull bei Normalstau (entspricht der durchschnittlichen Wasserführung) in Metern. An Schleusen Höhe des Oberwassers.
- Hubhöhe: Fallhöhe der Staustufe in Metern bei hydrostatischem Stau. Die Fallhöhe der Schleuse Feudenheim ist abhängig vom Wasserstand des Rheins.
- Schleuse L×B: Nutzbare Abmessungen jeder Schleusenkammer in Metern.
- Leistung: Leistung des Wasserkraftwerks.
- Zufluss: Wassermenge pro Sekunde.

## Übersichtstabelle Unterer Neckar
| Nr. | Name                           | Ort                 | Bundesland               | Baujahr    | Lage (km) | Höhenlage (m) | Hubhöhe (m) | Schleuse L×B (m)                         | Leistung (MW) | Zufluss (m³/s) |
| --- | ------------------------------ | ------------------- | ------------------------ | ---------- | --------- | ------------- | ----------- | ---------------------------------------- | ------------- | -------------- |
| -   | Abzweig Seitenkanal Ladenburg  | Mannheim            | Baden-Württemberg        | 1925–27    | 4,80      | 98,50         | -           | -                                        | -             | -              |
| 1   | Schleuse Feudenheim            | Mannheim-Feudenheim | Baden-Württemberg        | 1927/73    | 6,21      | 98,50         | 6,00–11,00  | rechts: 189,50×12,00 links: 105,40×12,00 | -             | -              |
| 1   | Kraftwerk Feudenheim           | Mannheim-Feudenheim | Baden-Württemberg        | 1927       | 8,10      | 98,50         | 6,00–11,00  | -                                        | 5,0           | 100            |
| 1   | Stauwehr Ladenburg             | Ladenburg           | Baden-Württemberg        | 1927       | 12,00     | 98,50         | 6,00–11,00  | Vereinigung Altarm/Kanal                 | 0,3           | 10             |
| -   | Abzweig Seitenkanal Wieblingen | Dossenheim          | Baden-Württemberg        | 1927       | 17,45     | 105,26        | -           | -                                        | -             | -              |
| 2   | Schleuse Schwabenheim          | Dossenheim          | Baden-Württemberg        | 1925/55    | 17,70     | 105,26        | 8,71        | rechts: 106,80×12,00 links: 108,40×12,00 | -             | -              |
| 2   | Kraftwerk Schwabenheim         | Dossenheim          | Baden-Württemberg        | 1925       | 18,00     | 105,26        | 8,71        | -                                        | 6,9           | 105            |
| 2   | Stauwehr Wieblingen            | Heidelberg          | Baden-Württemberg        | 1925       | 22,40     | 105,26        | 8,71        | Vereinigung Altarm/Kanal                 | 0,8           | 30             |
| 3   | Staustufe Heidelberg           | Heidelberg          | Baden-Württemberg        | 1929       | 26,14     | 107,87        | 2,60        | rechts: 109,00×12,00 links: 107,70×12,00 | 3,1           | 140            |
| 4   | Staustufe Neckargemünd         | Heidelberg          | Baden-Württemberg        | 1931/57    | 30,90     | 111,76        | 3,89        | rechts: 108,30×12,00 links: 109,10×12,00 | 2,5           | 80             |
| 5   | Staustufe Neckarsteinach       | Neckarsteinach      | Baden-Württemberg Hessen | 1931/57    | 39,30     | 116,44        |             | rechts und links: 110×12,00              | 3,6           | 100            |
| 6   | Staustufe Hirschhorn           | Hirschhorn          | Hessen                   | 1933/59    | 47,70     | 121,70        | 5,30        | rechts und links: 110,00×12,00           | 6,8           | 150            |
| 7   | Staustufe Rockenau             | Eberbach            | Baden-Württemberg        | 1933/59    | 61,43     | 127,73        |             | rechts und links: 110,00×12,00           | 5,1           | 100            |
| 8   | Staustufe Guttenbach           | Binau               | Baden-Württemberg        | 1935/59    | 72,20     | 133,00        | 5,30        | rechts und links: 108,60×12,00           | 6,8           | 155            |
| 9   | Staustufe Neckarzimmern        | Neckarzimmern       | Baden-Württemberg        | 1935       | 85,90     | 138,63        |             | rechts und links: 109,00×12,00           | 3,5           | 80             |
| 10  | Staustufe Gundelsheim          | Gundelsheim         | Baden-Württemberg        | 1935–37/58 | 93,86     | 142,80        | 4,20        | rechts und links: 109,00×12,00           | 2,8           | 80             |
| -   | Abzweig Seitenkanal Kochendorf | Bad Friedrichshall  | Baden-Württemberg        | 1923       | 102,85    | 105,80        | -           | -                                        | -             | -              |
| 11  | Schleuse Kochendorf            | Bad Friedrichshall  | Baden-Württemberg        | 1925/54    | 103,90    | 150,80        | 8,03        | rechts und links: 107,70×12,00           | 6,5           | 100            |
| 11  | Stauwehr Neckarsulm            | Neckarsulm          | Baden-Württemberg        | 1921–25    | 107,20    | 145,41        | 4,45        | -                                        | -             | -              |
| -   | Autobahnbrücke                 | Neckarsulm          | Baden-Württemberg        | 1965–67    | 107,90    |               | -           | Vereinigung Altarm/Kanal                 | -             | -              |
| 12  | Staustufe Heilbronn            | Heilbronn           | Baden-Württemberg        | 1951–52    | 113,59    | 154,04        | 3,18        | rechts und links: 110,00×12,00           | 1,7           | 75             |

## Übersichtstabelle Oberer Neckar
| Nr. | Name                                                | Ort                 | Bundesland        | Baujahr             | Lage (km)           | Höhenlage (m) | Hubhöhe (m) | Schleuse L×B (m)               | Leistung (MW) | Zufluss (m³/s) |
| --- | --------------------------------------------------- | ------------------- | ----------------- | ------------------- | ------------------- | ------------- | ----------- | ------------------------------ | ------------- | -------------- |
| -   | Abzweig Seitenkanal Horkheim                        | Horkheim            | Baden-Württemberg | 19xx                | 117,00              | 161,41        | 7,37        | -                              | -             | -              |
| 13  | Schleuse Horkheim                                   | Horkheim            | Baden-Württemberg | 1959/60             | 117,54              | 161,41        | 7,37        | rechts und links: 110,00×11,90 | 4,3           | 75             |
| 13  | Stauwehr Horkheim                                   | Horkheim            | Baden-Württemberg | 1927–29             | 119,90              | 161,41        | 7,37        | Vereinigung Altarm/Kanal       | -             | -              |
| 14  | Staustufe Lauffen                                   | Lauffen             | Baden-Württemberg | 1951–52/61          | 125,16              | 169,79        | 8,38        | rechts und links: 109,00×12,00 | 5,5           | 80             |
| 15  | Schleuse Besigheim                                  | Besigheim           | Baden-Württemberg | 1952–55             | 136,23              | 176,10        | 6,31        | rechts und links: 106,00×11,90 | -             | -              |
| 15  | Stauwehr Besigheim                                  | Besigheim           | Baden-Württemberg | 1952–55             | 136,83              | 176,10        | 6,31        | -                              | 3,4           | 65             |
| 16  | Staustufe Hessigheim                                | Hessigheim          | Baden-Württemberg | 1952/61             | 143,01              | 182,27        | 6,17        | rechts und links: 110,00×11,90 | 3,4           | 65             |
| -   | Abzweig Seitenkanal Pleidelsheim                    | Pleidelsheim        | Baden-Württemberg | 1912–14 und 1953–55 | 148,60              | 1xx,xx        | -           | -                              | -             | -              |
| 17  | Schleuse Pleidelsheim                               | Pleidelsheim        | Baden-Württemberg | 1952/55             | 150,11              | 190,32        | 8,05        | rechts und links: 110,00×11,90 | 3,8           | 58             |
| 17  | Stauwehr Beihingen                                  | Beihingen           | Baden-Württemberg | 1914                | 153,10 (Alt:154,34) | 19X,XX        | X,XX        | Vereinigung Altarm/Kanal       | -             | -              |
| -   | Abzweig Seitenkanal Marbach                         | Marbach             | Baden-Württemberg | 1953–55             | 157,40              | 196,31        | -           | -                              | -             | -              |
| 18  | Schleuse Marbach                                    | Marbach             | Baden-Württemberg | 1953–55             | 157,63              | 196,31        | 5,99        | rechts und links: 110,00×11,90 | -             | -              |
| 18  | Stauwehr Marbach                                    | Marbach             | Baden-Württemberg | 1954–55             | 158,93              | 196,31        | 5,99        | Vereinigung Altarm/Kanal       | 2,8           | 60             |
| 19  | Staustufe Poppenweiler                              | Poppenweiler        | Baden-Württemberg | 1954/56             | 165,00              | 203,32        | 7,01        | rechts und links: 110,00×11,90 | 3,6           | 60             |
| 20  | Staustufe Aldingen                                  | Aldingen            | Baden-Württemberg | 1936–42/56          | 171,99              | 206,92        | 3,60        | rechts und links: 110,00×12,00 | 2,4           | 75             |
| 21  | Staustufe Hofen                                     | Hofen               | Baden-Württemberg | 1957                | 176,25              | 213,73        | 6,81        | rechts und links: 110,00×11,90 | 3,4           | 60             |
| 22  | Staustufe Cannstatt                                 | Bad Cannstatt       | Baden-Württemberg | 1927–30 1955–58     | 182,71              | 219,13        | 5,40        | rechts und links: 107,50×11,90 | 2,4           | 55             |
| 23  | Staustufe Untertürkheim                             | Untertürkheim       | Baden-Württemberg | 1902 1923 1958      | 186,45              | 222,78        | 3,65        | rechts und links: 110,00×11,80 | 1,5           | 48             |
| 24  | Staustufe Obertürkheim                              | Obertürkheim        | Baden-Württemberg | 1968                | 189,52              | 231,13        | 8,35        | rechts und links: 110,00×11,90 | 4,1           | 60             |
| 25  | Staustufe Esslingen                                 | Esslingen am Neckar | Baden-Württemberg | 1968                | 193,98              | 236,33        | 5,20        | rechts und links: 110,00×11,90 | 1,25          | 30             |
| 26  | Staustufe Oberesslingen mit Kraftwerk Oberesslingen | Oberesslingen       | Baden-Württemberg | 1968                | 194,84              | 242,24        | 5,91        | 110,00×11,90                   | 2,1           | 45             |
| 27  | Staustufe Deizisau                                  | Deizisau            | Baden-Württemberg | 1968                | 199,58              | 247,32        | 5,12        | 110,00×11,90                   | 2,0           | 45             |

## Erläuterungen
Je nach Bauwerk können Schleusen, Stauwehre und Kraftwerke an einer Stelle nebeneinander bestehen oder über mehrere Neckarkilometer verteilt sein. Dann ist der Neckar in einen Altarm und einen Neckarkanal unterteilt. In diesem Falle tragen die unterschiedlichen Bauwerke die gleiche Nummer. Die Bezeichnung für eine Gesamtanlage lautet Staustufe.